# Pulau Buluh
Pulau Buluh is een bestuurslaag in het regentschap Batam van de provincie Riau-archipel, Indonesië. Pulau Buluh telt 2261 inwoners (volkstelling 2010).